# Cano-Rema
Cano-Rema (Canurema, Kanurema) ist eine osttimoresische Aldeia im Suco Maubisse (Verwaltungsamt Maubisse, Gemeinde Ainaro). 2015 lebten in der Aldeia 1500 Menschen.
Cano-Rema liegt im Süden des Sucos Maubisse. Westlich befindet sich die Aldeia Ria-Mori, nördlich die Aldeia Goulala und östlich die Aldeia Hato-Luli. Im Süden grenzt Cano-Rema an den Suco Horai-Quic. Der Fluss Colihuno, ein Nebenfluss des Carauluns, fließt entlang der Grenze zu Horai-Quic.
Die Überlandstraße von der Stadt Maubisse nach Ainaro führt entlang der Grenze zu Hato-Luli. Eine Nebenstraße durchquert die Aldeia. An ihr befindet sich auch das Dorf Cano-Rema, in der Mitte der Aldeia.